# Francis D’Albenas
Francis D’Albenas, vollständiger Name Luis Francis D’Albenas Reyes, (* 11. Januar 1996 in Montevideo) ist ein uruguayischer Fußballspieler.

## Karriere

### Verein
Der 1,77 Meter große Offensivakteur D’Albenas entstammt der Jugendabteilung des uruguayischen Erstligisten River Plate Montevideo. Zur Apertura 2013 wurde er in den Profi-Kader befördert. In der Spielzeit 2013/14 kam er in der Primera División allerdings nicht zum Einsatz. Zur Apertura 2014 wechselte er auf Leihbasis zum Erstligaaufsteiger Rampla Juniors. In der Spielzeit 2014/15 wurde er 13-mal (ein Tor) in der höchsten uruguayischen Spielklasse eingesetzt. Nach dem Abstieg der Rampla Juniors am Saisonende kehrte er kurzzeitig zu River Plate Montevideo zurück. Anfang August 2015 schloss er sich jedoch erneut im Rahmen einer Ausleihe dem kolumbianischen Verein Patriotas Boyacá an, kam dort jedoch zu keinem Ligaeinsatz. Zum Jahresanfang 2016 kehrte er zu River Plate Montevideo zurück. Im Juni 2016 wurde er am Knie operiert, woraufhin eine mehrmonatige Ausfallzeit prognostiziert wurde.

### Nationalmannschaft
D’Albenas nahm mit der uruguayischen U-17-Auswahl an der U-17-Südamerikameisterschaft 2013 in Argentinien teil. Mit der Mannschaft belegte er den vierten Turnierrang. Im Oktober 2013 war er Teil des uruguayischen Aufgebots bei der U-17-Weltmeisterschaft 2013 in den Vereinigten Arabischen Emiraten. Dort erreichte er mit der Mannschaft das Viertelfinale. Er kam in vier WM-Begegnungen zum Einsatz. Ein Tor erzielte er nicht.